# Bob Christie
Robert Floyd Christie, detto Bob (Grants Pass, 4 aprile 1924 – Grants Pass, 1º giugno 2009), è stato un pilota automobilistico statunitense.
Corse nella serie Champ Car tra il 1954 ed il 1967.
Tra il 1950 e il 1960 la 500 Miglia di Indianapolis faceva parte del Campionato Mondiale, per questo motivo Christie ha all'attivo anche cinque Gran Premi in Formula 1.

## Risultati in Formula 1
| 1954 | Scuderia | Vettura    |  |    |  |  |  |  |  |  |  |  |  | Punti | Pos. |
| ---- | -------- | ---------- |  | -- |  |  |  |  |  |  |  |  |  | ----- | ---- |
| 1954 | Christie | Lesovsky D |  | NQ |  |  |  |  |  |  |  |  |  | 0     |      |

| 1955 | Scuderia       | Vettura             |  |  |    |  |  |  |  |  |  |  |  | Punti | Pos. |
| ---- | -------------- | ------------------- |  |  | -- |  |  |  |  |  |  |  |  | ----- | ---- |
| 1955 | Dean Van Lines | Kuzma Indy Roadster |  |  | NQ |  |  |  |  |  |  |  |  | 0     |      |

| 1956 | Scuderia             | Vettura           |  |  |    |  |  |  |  |  |  |  |  | Punti | Pos. |
| ---- | -------------------- | ----------------- |  |  | -- |  |  |  |  |  |  |  |  | ----- | ---- |
| 1956 | Helse / H.H. Johnson | Kurtis Kraft 500D |  |  | 13 |  |  |  |  |  |  |  |  | 0     |      |

| 1957 | Scuderia           | Vettura           |  |  |    |  |  |  |  |  |  |  |  | Punti | Pos. |
| ---- | ------------------ | ----------------- |  |  | -- |  |  |  |  |  |  |  |  | ----- | ---- |
| 1957 | Jones & Maley Cars | Kurtis Kraft 500C |  |  | 13 |  |  |  |  |  |  |  |  | 0     |      |

| 1958 | Scuderia            | Vettura           |  |  |  |     |  |  |  |  |  |  |  | Punti | Pos. |
| ---- | ------------------- | ----------------- |  |  |  | --- |  |  |  |  |  |  |  | ----- | ---- |
| 1958 | Federal Engineering | Kurtis Kraft 500C |  |  |  | Rit |  |  |  |  |  |  |  | 0     |      |

| 1959 | Scuderia            | Vettura           |  |     |  |  |  |  |  |  |  |  |  | Punti | Pos. |
| ---- | ------------------- | ----------------- |  | --- |  |  |  |  |  |  |  |  |  | ----- | ---- |
| 1959 | Federal Engineering | Kurtis Kraft 500C |  | Rit |  |  |  |  |  |  |  |  |  | 0     |      |

| 1960 | Scuderia            | Vettura           |  |  |    |  |  |  |  |  |  |  |  | Punti | Pos. |
| ---- | ------------------- | ----------------- |  |  | -- |  |  |  |  |  |  |  |  | ----- | ---- |
| 1960 | Federal Engineering | Kurtis Kraft 500C |  |  | 10 |  |  |  |  |  |  |  |  | 0     |      |